# Церје Тужно
Церје Тужно је насељено место у Републици Хрватској у Вараждинској жупанији. Административно је у саставу града Иванца.
Налази се у Хрватском загорју, на северном подножју Топличке горе, 12 км југозападно од Вараждина, на железничкој прузи Вараждин—Голубовец.
У Церју Тужном налази се капела Светог Антуна из прве половине XVIII века. Унутрашњост је украшена сликама и орнаментима.

## Становништво
Према задњем попису становништва из 2001. године у насељу Церје Тужно живела су 183 становника. који су живели у 50 породичних домаћинстава
Кретање броја становника по пописима 1857—2001.
| година пописа  | 1857. | 1869. | 1880. | 1890. | 1900. | 1910. | 1921. | 1931. | 1948. | 1953. | 1961. | 1971. | 1981. | 1991. | 2001. |
| бр. становника | 30    | 33    | 24    | 56    | 58    | 58    | 158   | 125   | 147   | 156   | 151   | 159   | 164   | 175   | 183   |

Напомена:До 1900. Исказивано под именом Церје, а од 1910. до 1971. Церје-Тужно.